# Edwin Cannan
Pour les articles homonymes, voir Cannan.
Edwin Cannan, né le 3 février 1861 à Funchal (Madère) et mort le 8 avril 1935 à Bournemouth, est un économiste britannique spécialiste de l'histoire de la pensée économique. Il a été professeur à la London School of Economics de 1895 à 1926. Son second successeur dans cet établissement Lionel Robbins a été son étudiant.
Edwin Cannan s'inscrit dans la lignée de Stanley Jevons. Dans son ouvrage de 1898 History of the Theories of Production and Distribution Edwin Cannan critique la logique de l'école classique. Bien que personnellement en froid avec Alfred Marshall, il était considéré comme un marshallien à la London School of Economics. À partir de 1907, il contribua à éloigner cet établissement de ses racines fabiennes. Lionel Robbins rompit partiellement avec son héritage pour se rapprocher d'idée plus "continentale" (il fit venir Friedrich Hayek à la LSE).
Selon Geoffrey M. Hodgson, Cannan « insistait sur les fondations institutionnelles des systèmes économiques » 

## Œuvres majeures
- Elementary Political Economy, 1888.
- The Origin of the Law of Diminishing Returns, 1813-15, 1892, EJ.
- Ricardo in Parliament, 1894, EJ.
- A History of the Theories of Production and Distribution in English Political Economy from 1776 to 1848, 1898.
- Preface and Introduction to Adam Smith's "Wealth of Nations", 1904.
- The Economic Outlook, 1912.
- Wealth, 1914.
- Early History of the term "Capital", 1921, QJE.
- An Application of the Theoretical Apparatus of Supply and Demand to Units of Currency, 1921, EJ.
- Money: Its connexion with rising and falling prices, 1923.
- Monetary Reform, with J.M. Keynes, Addis and Milner, 1924, EJ
- An Economist's Protest, 1927
- A Review of Economic Theory, 1929
- Modern Currency and the Regulation of Its Value, London: D.S. King and Son, 1932.
- Collected Works of Edwin Cannan (1998, 8 volumes), edited by Alan Ebenstein (London & New York: Routledge/Thoemmes Press)